# Vrouwenrechten

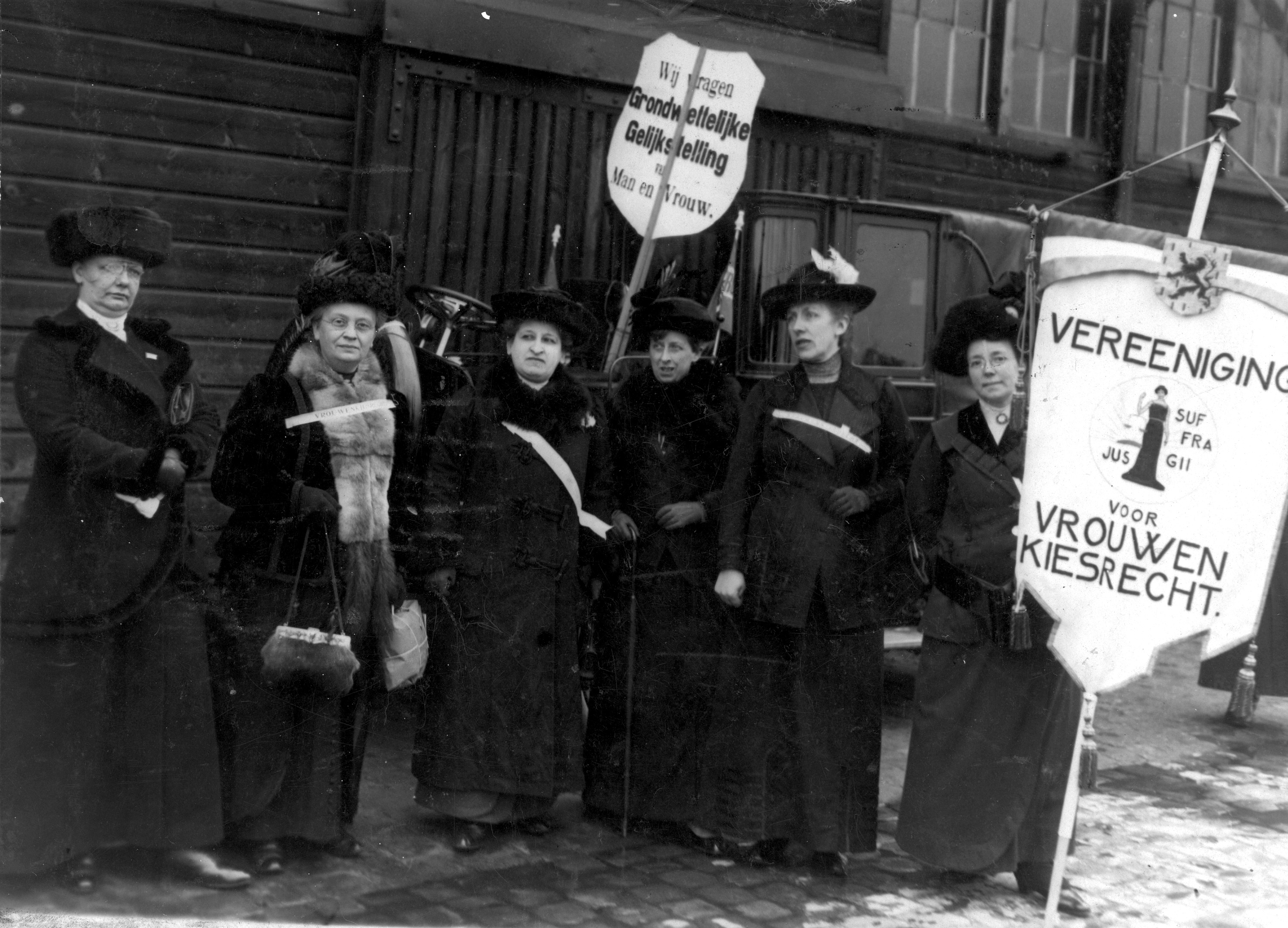
Demonstratie voor vrouwenkiesrecht (Amsterdam, 1914)

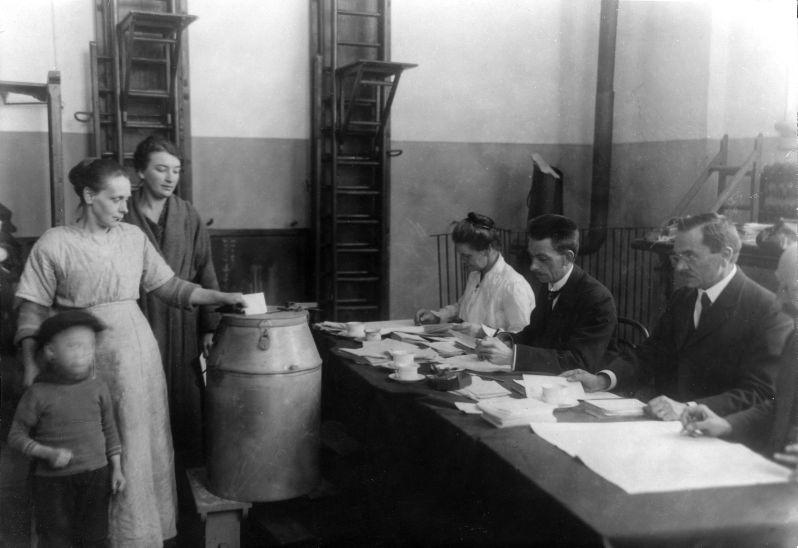
Amsterdamse vrouwen voor het eerst naar de stembus (1921)

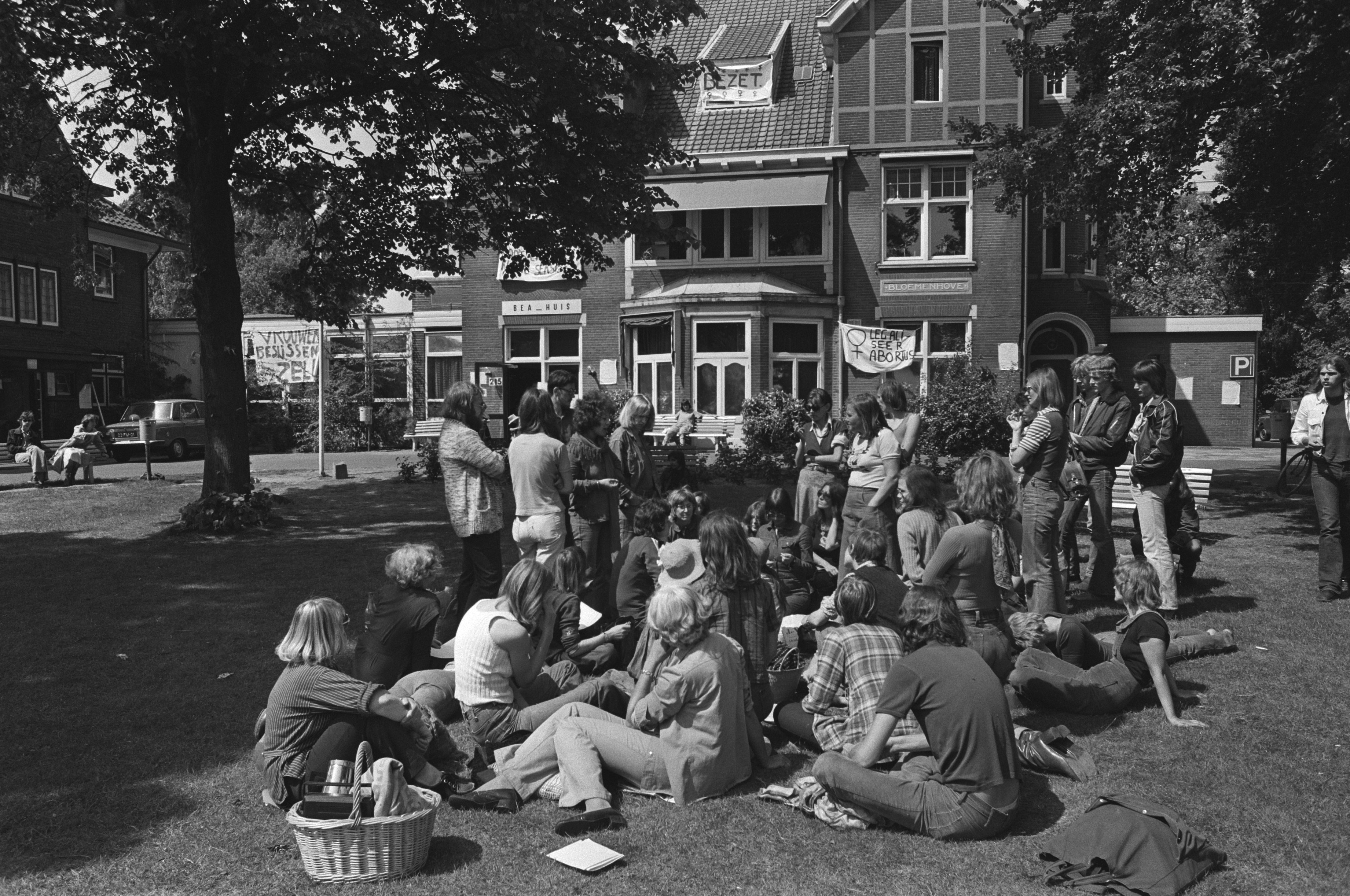
Bezetting Bloemenhovekliniek, 1976, aktie voor legalisering abortus

Vrouwenrechten zijn de rechten en vrijheden die wereldwijd specifiek op de maatschappelijke, economische en juridische positie van vrouwen en meisjes betrekking hebben. Het begrip wordt veelal gebruikt in een strijdbare context waarin mensen op allerlei manieren opkomen voor een gelijke positie, gelijke rechten en vrijheden voor vrouwen als aan mannen toegekend of door mannen ingenomen. Het beginsel van sociale, economische en juridische gelijkheid vormde de basis van de vrouwenbewegingen en het feminisme in de 18e, 19e en 20e eeuw. In sommige landen zijn deze rechten erkend en geïnstitutionaliseerd door wetgeving, lokaal gebruik en gedrag, terwijl ze in andere landen worden genegeerd of onderdrukt. Vrouwenrechten verschillen van de bredere noties over mensenrechten doordat wordt gesteld dat er een inherente historische en traditionele onbalans is tussen het uitoefenen van rechten door vrouwen en meisjes en van mannen en jongens.
Zo was bijvoorbeeld in wetten, gebaseerd op de Code Napoleon, de hoofdregel dat vrouwen in het huwelijk volledig onderworpen waren aan de maritale macht van de echtgenoot: zij moeten hem gehoorzaam zijn in hun persoon, hun activiteiten, hun kinderen en hun bezittingen. In België en Nederland werden vrouwen niet toegelaten tot openbare functies en vanaf 1838 was bij wet geregeld dat een vrouw handelingsonbekwaam werd als ze trouwde, ze had geen zelfstandig woonrecht in de gezamenlijke woning, ze had niets te zeggen over de kinderen etc. Deze structurele wettelijke ongelijkheden ten opzichte van de rechtspositie van mannen werden in 1956 (Nederland) en 1958 (België) opgeheven.
Kwesties die over het algemeen gerekend worden tot het domein van vrouwenrechten is in eerste instantie het juridische domein en zijn te onderscheiden in de beschermende rechten, correctie van eerdere wetgeving en antidiscriminatie. Het gaat hier dan onder andere over lichamelijke onschendbaarheid en autonomie; vrij zijn van (seksueel) geweld; op deelname aan bestuurs- en besluitvorming, parlementaire verkiezingen (kiesrecht); om alle functies uit te oefenen; om juridische overeenkomsten aan te gaan; gelijke behandeling in het familierecht; bij het recht op arbeid; bij beloning voor werk; op reproductieve rechten; op eigendom; op onderwijs.
Naast het bestaan van vrouwenrechten kunnen vrouwen ook op specifieke wijze getroffen worden door schendingen van mensenrechten.

## Geschiedenis

### Oudheid
In sommige oude beschavingen, zoals Babylonië en het oude Egypte, stonden vrouwen en mannen niet op gelijke voet maar hadden vrouwen een zekere onafhankelijkheid, ze konden deelnemen aan het openbare leven en hadden recht op bezit. In Sparta waren vrouwen en mannen elkaars gelijken; in Athene en Rome niet, daar waren vrouwen ondergeschikt aan mannen. Onder romeins recht stonden vrouwen, kinderen en slaven volledig onder de heerschappij (letterlijk) van de pater familias, een functie die alleen kon worden uitgeoefend door mannelijke burgers.

### Middeleeuwen
In Europa leefden vrouwen in de gebieden die nu België en Nederland zijn, in ongeveer de tijd van het feodalisme naast mannen. Omstreeks 500 na Christus bezaten Germaanse vrouwen bepaalde erfrechten volgens de Lex Salica maar in de herziene uitgave 300 jaar later, de Lex Salica Emendata, zijn deze bepalingen onder leiding van Karel de Grote, geschrapt. Toen vervolgens de invloed van het Romeinse recht groter werd, kwamen vrouwen in grote delen van Europa onder voogdij van hun vader te staan en als ze in het huwelijk traden, onder voogdij van de man waarmee ze waren getrouwd. Ze konden niets of weinig bezitten noch erven en evenmin vrijelijk over haar goederen beschikken. In het oud vaderlands recht in Nederland was geregeld dat de gehuwde vrouw ondergeschikt was aan de echtgenoot en ze 'tuchtiging' door hem moest dulden. De protestantse rechtsgeleerde Hugo de Groot, beschouwde aan het begin van de zeventiende eeuw de man als voogd van de vrouw, in zijn Inleijdinghe tot de Hollandsche rechtsgeleerdheijdt.

### Verlichting
Toen na de middeleeuwen in de tijd van de Verlichting en Renaissance het christendom vanuit het zuiden Europa veroverde, was dit van grote invloed op de manier waarop vrouwen werden behandeld. In de 19e eeuw waren er weinig vrouwen die toestemming kregen voor een hogere functie of goedbetaalde baan, vrouwen waren lange tijd uitgesloten van het vervullen van openbare functies. Als vrouwen betaald werkten, hadden de meesten slechtbetaalde banen onder slechte omstandigheden en vaak niet in vaste dienst. Vrouwen uit de hogere klasse waren veroordeeld tot een leven in huis en een enkele sociale activiteit. Een groot deel van de vrouwen werkte onbetaald thuis: zij zorgden voor het huishouden, eventuele kinderen en bedreven daarnaast vaak vormen van huisnijverheid, zoals het onderhouden van een moestuin of kleren breien en naaien. Als winkeliers namen vrouwen vaker deel aan het sociale en economische verkeer. Door de industriële revolutie verplaatste een groot deel van de productie zich naar fabrieken, waar vrouwen in aanraking konden komen met vreemde mannen. Vanuit angst voor ontrouw en een verzwakt vaderlijk gezag kwam er al gauw een mannelijke tegenbeweging op waarbij vrouwen in de meeste gevallen weer tot thuiswerken werden gedwongen, terwijl de man het 'zware' betaalde werk in de fabriek zou doen om zo als 'kostwinner' zijn gezin te onderhouden. Dit kostwinnersmodel hield stand tot midden 20e eeuw. Hoewel vrouwen hierdoor over het algemeen geen zware fysieke arbeid hoefden te verrichten (een belangrijk argument om hen uit de fabrieken te weren), werden getrouwde vrouwen hierdoor wel financieel afhankelijk van hun man en daardoor ook kwetsbaarder voor huiselijk - en seksueel geweld door hun man.

### Franse revolutie
In 1791 stelde de Franse schrijfster en politiek denker Olympe de Gouges in Parijs de Déclaration des Droits de la Femme et des la Citoyenne (Verklaring van de Rechten van de vrouw en de burgeres) op. Ze baseerde het werk op de in 1789 opgestelde algemene Verklaring van de rechten van de mens en de burger waarmee tijdens de Franse revolutie een nieuwe staatsvorm werd gesticht. Daarbij verving ze consequent het woordje 'man'  door het woordje 'vrouw' en ze voegde bepalingen toe over de gelijkheid van mannelijke en vrouwelijke burgers. Ze wilde daarmee duidelijk maken dat universeel gedachte burgerrechten zoals het recht van meningsuiting, impliciet alleen voor mannen waren bedacht. Ze eiste het recht op dat vrouwen de beroepsladder op dezelfde manier konden beklimmen als mannen. In haar visie is een vrouw niet hetzelfde als een man maar zijn ze wel gelijkwaardige partners. In deze periode is het begrip 'vrouwenrechten' geboren.
De declaratie werd in Frankrijk en ver daarbuiten verspreid en inspireerde de Britse schrijfster en denker Mary Wollstonecraft tot het schrijven van de A Vindication of the Rights of Woman in 1792. Ook in Amerika sloeg de gedachte aan van gelijkwaardigheid tussen man en vrouw en tijdens de eerste Women's Rights Convention in Seneca Falls, 1848, namen aanwezigen de Declaration of Sentiments aan, een verklaring met 18 bezwaren over achterstellingen van vrouwen op mannen die met onmiddellijke ingang zouden moeten worden opgeheven. Twee weken later werd op dezelfde politieke basis een tweede conferentie georganiseerd in Rochester (NY) en vervolgens in Massachusetts, Ohio, Pennsylvania en Indiana. Zo kwam de Amerikaanse vrouwenbeweging tot leven.

### Suffragettes

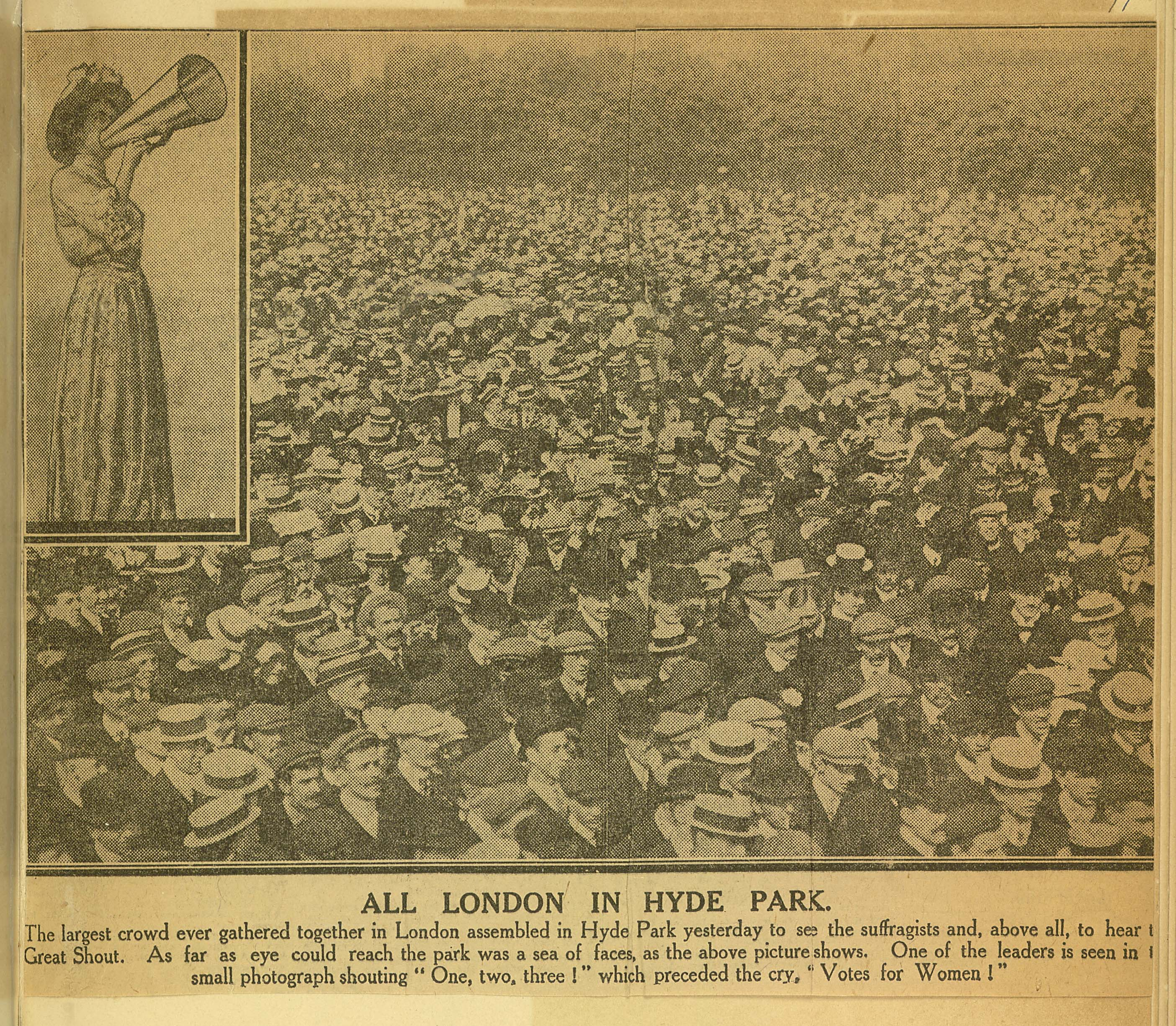
Het Londense Hyde Park vol met mensen luisterend naar toespraken van suffragettes

In de 19e eeuw en in de 20ste eeuw waren er in de westerse wereld en tot op zekere hoogte daarbuiten ook verschillende feministische bewegingen of 'golven', die positieve gevolgen hadden voor de positie en vrijheden van vrouwen. In de Verenigde Staten begon de eerste feministische golf rond 1850 onder blanke vrouwen uit de hogere klasse, Europa volgde rond 1870. De nadruk lag op vrouwenkiesrecht, recht op onderwijs, recht op betaalde arbeid en een voorzichtig begin aan seksuele zelfbeschikking in de vorm van voorbehoedsmiddelen. Na de Eerste Wereldoorlog werd in veel Europese landen de wetgeving veranderd en ook aan vrouwen kiesrecht toegekend, in Frankrijk echter pas in 1944, ook werd voor een groot deel toegang tot het hoger onderwijs geregeld.
Tijdens de grote economische crisis van de jaren 1930, toen er hoge werkloosheid was werden veel vrouwen uit de betaalde arbeidsmarkt gedrongen en aan mannelijke werknemers de voorkeur gegeven. Het resultaat was dat door de leerplicht veel meisjes wel basisonderwijs hadden genoten, maar niet gingen studeren, want er was voor hen geen ruimte op de arbeidsmarkt; in plaats daarvan richtten zij hun werkende leven op de huishouding en kinderopvoeding. In het interbellum vonden er wel verschillende technologische ontwikkelingen plaats met elektrische apparaten die het huishouden makkelijker maakten. In verschillende damestijdschriften gaven vrouwen elkaar tips over wat betrouwbare en veilige producten waren; zij verenigden zich in consumentenorganisaties (vooral na de Tweede Wereldoorlog) en legden daarmee de basis voor de consumentenbeweging en het consumentenrecht.

### Feminisme
In de jaren 1960 ontstond de tweede feministische golf onder ontevreden westerse vrouwen die meenden dat de idealen van de eerste golf onvoldoende verwezenlijkt waren of dat zij van de nieuw verworven rechten in de praktijk weinig gebruik konden maken. Feministen zoals Joke Smit in Het onbehagen bij de vrouw (1967) betoogden dat er een eind moest komen aan het kostwinnersmodel en er een meer gebalanceerd gezinsleven waarbij ook de vrouw kon studeren, betaalde geschoolde arbeid verrichten en carrière maken en de man ook een deel van het huishouden en het opvoeden van eventuele kinderen op zich zou nemen. Tegelijkertijd probeerden ze zich seksueel ook te bevrijden uit het keurslijf van het huwelijk ten gunste van vrije liefde, konden beter zelf bepalen of ze zwanger zouden worden en kinderen krijgen dankzij de invoering van de de pil en abortusklinieken (en werden zo 'baas in eigen buik', zoals Dolle Mina het noemde) en agendeerden vanaf de jaren 1970 seksueel geweld als schending van hun rechten (seksuele revolutie). Geleidelijk werd verkrachting binnen het huwelijk verboden en werd er gewerkt aan het terugdringen van discriminatie van vrouwen via het VN-Vrouwenverdrag (1979). Ondertussen vond ook de tweede fase van de emancipatie van lesbische en andere lhbt+ vrouwen plaats. 
Laat in de 2000's ontwikkelde zich een visie van trans-exclusionary radical feministen ('TERFs') die transvrouwen op basis van hun sekse bij geboorte uitsluit van vrouwenrechten.  Zij geloven dat er geen verschil bestaat tussen sekse en gender en dat geboren mannen die een transitie hebben ondergaan naar transvrouw geen aanspraak hebben op vrouwenrechten, zoals toegang tot ruimtes alleen voor vrouwen.

## Verdragen

Landen die deelnemen aan het VN-Vrouwenverdrag (CEDAW).
Ondertekend en geratificeerd
Toegetreden
Niet-erkende staat die verdrag volgt
Alleen ondertekend, niet geratificeerd
Niet ondertekend

Landen die deelnemen aan het Verdrag van Belém do Pará, het Maputo Protocol of de Istanbul-Conventie samen.
Ondertekend en geratificeerd
Toegetreden
Alleen ondertekend, niet geratificeerd
Niet ondertekend
Geen lidstaat van de AU, RvE of OAS
Teruggetrokken

### Verenigde Naties
De in 1945 opgerichte Verenigde Naties sloten verschillende verdragen af die specifiek van invloed waren op de positie van vrouwen.
- Verdrag voor de onderdrukking van handel in personen en de uitbuiting van de prostitutie van anderen (1949)
- Verdrag inzake de politieke rechten van vrouwen (1953)
- Verdrag inzake de uitbanning van alle vormen van discriminatie van vrouwen (ook wel bekend als "VN-Vrouwenverdrag" of onder de Engelstalige afkorting "CEDAW") (1979)
- Facultatief protocol bij het Verdrag voor de uitbanning van alle vormen van discriminatie tegen vrouwen (Engelstalige afkorting "OP-CEDAW") (1999)

Voorts nam de Algemene Vergadering van de Verenigde Naties op 20 december 1993 ook nog een Verklaring inzake de uitbanning van geweld tegen vrouwen aan.
De Economische en Sociale Raad van de Verenigde Naties (ECOSOC) heeft sinds 1946 een Commissie voor de Status van Vrouwen: deze commissie bereidde de diverse verdragen voor en organiseerde ook het ‘VN-decennium van de vrouw’ (1975-1984). Ook organiseerde de commissie verschillende VN-conferenties voor de rechten van de vrouw, in Mexico (1975), Kopenhagen (1980), Nairobi (1985) en Beijing (1995).
De Commissie draagt daarnaast zorg voor een universele interpretatie van het Vrouwenverdrag door nationale instanties, en formuleert hiervoor "aanbevelingen". Deze aanbevelingen leiden soms tot nieuwe interpretaties, en een uitbreiding van de bescherming van vrouwen.
De Raad toetst de activiteiten van de Commissie ieder jaar aan de opgestelde afspraken van de conferentie in Beijing in 1995; door de raad Beijing Platform for Action genoemd.
In 2010 werd de taakgroep UN Women (voluit: United Nations Entity for Gender Equality and the Empowerment of Women) opgericht.

### Regionale rechtsstelsels
De Organisatie van Amerikaanse Staten (OAS) sloot op 9 juni 1994 het Verdrag van Belém do Pará, voluit het Inter-Amerikaans Verdrag Inzake de Preventie, Bestraffing en Uitbanning van Geweld tegen Vrouwen.
De Afrikaanse Unie (AU) sloot op 11 juli 2003 het Maputo-Protocol, voluit het Protocol bij het Afrikaans Handvest over mensen- en volkenrechten over de rechten van de vrouw in Afrika.
Het Europees Parlement en de Raad stelden op 5 juli 2006 een richtlijn vast met als doel het verzekeren van de toepassing van het beginsel van gelijke kansen en gelijke behandeling van mannen en vrouwen in arbeid en beroep.
De Raad van Europa (RvE) sloot op 11 mei 2011 een verdrag inzake vrouwenrechten af, het Verdrag van de Raad van Europa inzake het voorkomen en bestrijden van geweld tegen vrouwen en huiselijk geweld (de "Istanbul-Conventie" of het "Verdrag van Istanboel"). Dit verdrag is ook gericht op het voorkomen en bestraffen van huiselijk geweld in het algemeen en neemt daarbij ook mannen en kinderen in bescherming.

## Specifieke onderwerpen
Vrouwenorganisaties hebben in sinds de oprichting van de VN twee onderwerpen specifiek op de agenda geplaatst bij deze organisatie: de voortplantingsrechten, en seksueel geweld.

### Voortplantingsrechten
Veel staten hebben een beleid op voortplanting: of het hier nou gaat om een beperkend beleid of een beleid waarbij voortplanting gestimuleerd wordt. In 1968 kwam dit voor het eerst ter sprake op de eerste VN Wereldconferentie Mensenrechten in Teheran, waar het recht van ouders om het aantal kinderen te bepalen werd erkend In 1974 in Boekarest werd dit verder uitgewerkt met het recht voor ouders op informatie en onderwijs dat zij nodig hebben om dit recht uit te kunnen oefenen (kennis over contraceptiva). In 1979 werd dit recht opgenomen in het Vrouwenverdrag, waardoor gezinnen zelf het recht kregen op het maken van een gezinsplanning, en op toegang tot informatie en advies daartoe.
In 1994 en 1995 werd echter bevestigd dat deze rechten reeds verankerd liggen in de rekende mensenrechten, o.a. door het recht op privacy, het recht op fysieke integriteit en het recht op gezondheid.

### Seksueel geweld
Het duurde tot in de jaren 1990 totdat geweld met een seksueel karakter door het internationaal recht erkend werd als een vorm van foltering, en daarmee gelijk gesteld werd aan andere vormen van geweld. Het massale gebruik van verkrachting als oorlogswapen (ex-Joegoevlavië, Rwanda) leidde tot bijzondere aandacht van Internationale Tribunalen voor dit seksuele geweld. Anno 2020 wordt erkend dat verkrachting en andere vormen van seksueel geweld kunnen worden gezien als onderdeel van een oorlogsmisdaad, en soms zelf als misdaad tegen de menselijkheid of genocide.
Hierop volgend wordt deze maatstaf in stijgende mate gebruikt om seksueel geweld en ander geweld tussen private personen (met inbegrip van huiselijk geweld) aan te pakken. Het Europese Hof bepaalde in 2003 dat niet de fysieke dwang, maar het ontbreken van wederzijdse toestemming het relevante criterium is voor verkrachting.

## Wereldwijd
Er zijn wereldwijd grote verschillen tussen de rechten die vrouwen hebben. Met name in veel van de ontwikkelingslanden is de positie van vrouwen achtergesteld en worden elementaire rechten, zoals het recht van zeggenschap over het eigen lichaam, het recht op zelfstandigheid en het een huwelijkskeuze, niet toegekend. Ook in landen waar het geloof een grote rol speelt, wordt de strijd voor gelijke rechten tussen vrouwen en mannen bemoeilijkt.